# Park w Jemielnej
Park w Jemielnej – park znajdujący się w gminie Bierutów, w miejscowości Jemielna.
Jest pozostałością po zespole dworskim, którego zasadniczy kompleks zabudowań zbudowano na przełomie XIX i XX w. Były one skupione wokół dziedzińca, do którego wiodła droga przechodząca przez bramę w kształcie łuku triumfalnego, który zachował się do dzisiaj. Zachowały się również budynki gospodarcze kompleksu. Obok stodół jest tu Kuźnia z bogato zdobioną fasadą. W szczycie budynku umieszczona została podkowa, być może jako ozdoba, ale też znak jego gospodarczego przeznaczenia. Park został założony na południowy zachód od zabudowań dworskich w pierwszej połowie XIX w. jako park krajobrazowy o powierzchni czterech hektarów. Na jego skraju stał niegdyś wzniesiony w tym samym czasie dwór, który został zniszczony i rozebrany.